# 川島正幸
川島 正幸（かわしま まさゆき、1959年6月14日 - ）は、長野県駒ヶ根市出身の元プロ野球選手（内野手）。左投左打。

## 来歴・人物
松商学園高校では1976年、2年生の時に控え選手ながら夏の甲子園に出場。2回戦（初戦）でPL学園に惜敗。1年上のチームメートに捕手の坂神隆広（日本ハム）がいた。翌1977年は一塁手として夏の甲子園に連続出場。1回戦で福井商に敗退。
同年ドラフト4位でロッテ入団、左の長距離打者として期待される。1980年11月には初の先発出場、同年と1981年にはジュニアオールスターにも出場した。1983年には開幕一軍入りを果たし、開幕第6戦で西武の東尾修からシーズン初打席初本塁打を放つ。同年は終盤の3試合に落合博満に代り先発出場するが、その後は出場機会に恵まれず、1984年限りで現役引退。引退後は実家が旅館経営、段ボール包装業、パチンコ店などを経営しているので手伝いをしていた。
現在は地元の中学生硬式野球、駒ケ根リトルシニア「ドリームス」の監督。
平成24年、全国野球振興会（日本プロ野球OBクラブ）長野県幹事として活動。

## 詳細情報

### 年度別打撃成績
| 年 度     | 球 団     | 試 合 | 打 席 | 打 数 | 得 点 | 安 打 | 二 塁 打 | 三 塁 打 | 本 塁 打 | 塁 打 | 打 点 | 盗 塁 | 盗 塁 死 | 犠 打 | 犠 飛 | 四 球 | 敬 遠 | 死 球 | 三 振 | 併 殺 打 | 打 率 | 出 塁 率 | 長 打 率 | O P S |
| --------- | --------- | ----- | ----- | ----- | ----- | ----- | -------- | -------- | -------- | ----- | ----- | ----- | -------- | ----- | ----- | ----- | ----- | ----- | ----- | -------- | ----- | -------- | -------- | ----- |
| 1980      | ロッテ    | 1     | 3     | 3     | 0     | 1     | 1        | 0        | 0        | 2     | 1     | 0     | 0        | 0     | 0     | 0     | 0     | 0     | 0     | 0        | .333  | .333     | .667     | 1.000 |
| 1983      | ロッテ    | 21    | 27    | 24    | 2     | 5     | 0        | 0        | 1        | 8     | 3     | 0     | 0        | 0     | 0     | 1     | 0     | 2     | 5     | 0        | .208  | .296     | .333     | .630  |
| 通算：2年 | 通算：2年 | 22    | 30    | 27    | 2     | 6     | 1        | 0        | 1        | 10    | 4     | 0     | 0        | 0     | 0     | 1     | 0     | 2     | 5     | 0        | .222  | .300     | .370     | .670  |

### 表彰
- イースタン・リーグ本塁打王：1回（1980年）
- イースタン・リーグ打点王：1回（1981年）

### 記録
- 初出場・初先発出場：1980年11月5日、対近鉄バファローズ前期13回戦（川崎球場）、8番・一塁手で先発出場
- 初安打・初打点：同上、5回裏に久保康生から適時二塁打
- 初本塁打：1983年4月18日、対西武ライオンズ2回戦（川崎球場）、9回裏に袴田英利の代打で出場、東尾修から2ラン

### 背番号
- 56（1978年 - 1982年）
- 38（1983年 - 1984年）